# Flügenspitz
Der Flügenspitz ist ein Berg am Speer bei Nesslau und Amden im Schweizer Kanton St. Gallen. Er ist 1739 m hoch und steht zwischen dem Tal der Wissthur bei Stein an der Thur und dem Tal des Flybachs bei Weesen am Walensee.